# Castell de Skhvilo
El castell de Skhvilo (en georgià: სხვილო, სხვილოს ციხე), també conegut com la fortalesa de Skhvilo, és una fortalesa medieval situada a la regió de Xida Kartli, al districte de Kaspi, Geòrgia. Va ser construït en el segle xiv.

## Arquitectura
El castell és allargat de forma rectangular, només amb una entrada estreta cap a l'oest. Relativament ben conservat, té una superfície d'uns 45 × 20 m, sobresurt amb parets altes de tres a quatre pisos (uns 10 m) del terra. El gruix de les parets és de tres a quatre metres. Al costat oest hi ha dos bastions semicirculars, mentre que a l'est n'hi ha quatre, que emergeixen de la paret en forma de pilar. L'únic accés estava situat al costat sud-oest. En el petit pati darrere la porta, hi havia una altra paret del pati que bloquejava el pas als edificis que es trobaven més enllà. Al nord es troba una torre usada com a torre de vigilància, una segona torre, però reduïda a l'altura de la paret, es troba al costat sud de la fortalesa. Entre ambdues torres es troben els edificis residencials recolzats contra el mur defensiu i un edifici originàriament utilitzat com a església.

## Història
La història del castell de Skhvilo està relacionada amb el sorgiment dels avantpassats feudals de Zevgendenidze (Amilakhvarni). Al segle xiv, aquests van rebre per primera vegada la propietat, la qual van usar com a residència. Als segles XVI-XVII, es van traslladar a Kvemo i el castell de Skhvilo només va servir com a fortalesa. Al segle xvii, Iota Amilakhvari, protegit i emparat al castell, va ser atacar pel rei Rustam Khan Khosrow Mirza, al qual va derrotar Amilakhvari. Al segle xvii, va ser un dels bastions del governador de Kartli, Givi Amilakhvari, que va lluitar contra l'agressió de l'Iran. Fins a finals del segle xviii, el castell de Skhvilo va pertànyer a la família Amilakhvarts. Posteriorment va perdre el seu antic valor militar.